# Fililio
Fililio (en griego antiguo: Φιλύλλιος), también llamado Phillylius, Phlaeus, Philolaus o Phillydeus, fue un antiguo poeta cómico ateniense. Fue contemporáneo de Diocles y Sanirión. Perteneció a los últimos años de la tradicional Comedia Antigua Griega y el comienzo de la de la comedia media. Parece que alcanzó cierta distinción antes del 392 a. C., cuando se representó la obra Las asambleístas de Aristófanes.
Todos los títulos de sus obras pertenecen a la comedia media. Se dice que introdujo algunas innovaciones escénicas, como llevar antorchas encendidas al escenario. En cuanto a su lenguaje, Augustus Meineke menciona que algunas palabras y frases en sus obras de teatro no son de estilo puro ático.

## Lista de obras de teatro
La Suda y Eudocia dieron título a sus obras:
| Auge                            | Pluntria o Nausikaa                   |
| Anteia                          | Polis ("La Ciudad")                   |
| Egeo                            | Phreorykhos ("El excavador de pozos") |
| Dodekate ("La duodécima mujer") | Atalante                              |
| Heracles ("Hércules")           | Helena                                |